# Горбунов, Сергей Иванович
Серге́й Ива́нович Горбуно́в (11 января 1915, Потанино, Баковская волость, Варнавинский уезд, Нижегородская губерния, Российская империя — 25 февраля 1991, Йошкар-Ола, Марийская ССР, РСФСР, СССР) — советский административный, партийный и промышленный деятель. Заместитель Председателя Совета Народных Комиссаров Марийской АССР (1944), секретарь Йошкар-Олинского горкома ВКП(б) (1944—1946). Директор Марийского завода тяжёлого машиностроения (1963—1965). Член ВКП(б) с 1944 года.

## Биография
Родился 11 января 1915 года в дер. Потанино ныне Варнавинского района Нижегородской области в семье крестьян. 
В 1935 году окончил Пищальский лесохимический техникум.
С 1936 года — в Марийской АССР: техник, заведующий производством, технический руководитель Илетского канифольно-мыльного завода Звениговского района; с 1941 года  — заместитель председателя, с 1942 года — председатель лесопромысловой кооперации Марисоюза.
В 1944 году — заместитель Председателя Совета Народных Комиссаров Марийской АССР, с 1944 года — секретарь Йошкар-Олинского горкома ВКП(б). В 1946 году окончил Высшую партийную школу при ЦК ВКП(б).
В 1953—1960 годах — начальник марийского Управления промышленности строительных материалов. В 1963—1965 годах — директор Марийского ЗТМ — завода тяжёлого машиностроения.
В 1951—1955 годах избирался депутатом Верховного Совета Марийской АССР III созыва.
Его многолетняя и плодотворная общественно-политическая и административная деятельность отмечена орденом «Знак Почёта» (дважды), медалями, а также Почётной грамотой Президиума Верховного Совета Марийской АССР (дважды). 
Скончался 25 февраля 1991 года в Йошкар-Оле.

## Награды
- Орден «Знак Почёта» (1946, 1951)[2]
- Медаль «За доблестный труд в Великой Отечественной войне 1941—1945 гг.»
- Медаль «За доблестный труд. В ознаменование 100-летия со дня рождения Владимира Ильича Ленина»
- Почётная грамота Президиума Верховного Совета Марийской АССР (1946, 1957)[2]